# Meta (rijeka)
Meta (špa. Río Meta) je rijeka koja izvire u Kolumbiji, i ulijeva se u Orinoco. Duga je 804 km.

## Zemljopisne karakteristike
Meta izvire u Kolumbiji na obroncima Anda nedaleko Bogote. Nakon tog teče u smjeru sjeverozapada, dobrim dijelom svog toka formira granicu između Kolumbije i Venezuele. Nakon tog skreće na istok i pored grada Puerto Carreño uvire u Orinoco.

## Indijanci
Duž obale rijeke Mete živi niz plemena, među kojima su Sikuani, Guayabero, Achagua, Piapoco, Sáliva, Embera (Chami, Katío), Wanano, Páez, Guambiano, Uitoto, Inga, Siriano, Cubeo,